# Waldemar Hoven
Waldemar Hoven (10. února 1903 Freiburg im Breisgau – 2. června 1948 Landsberg am Lech) byl SS-Hauptsturmführer (kapitán) a táborový lékař v koncentračním táboře Buchenwald. Po válce byl odsouzen jako válečný zločinec.

## Život
Během druhé světové války působil v koncentračním táboře Buchenwald, kde prováděl pokusy na lidech. Po skončení války byl v roce 1947 v následném norimberském procesu (Lékařský proces) odsouzen za zločiny proti lidskosti k trestu smrti oběšením.